# قرار مجلس الأمن التابع للأمم المتحدة رقم 474
قرار مجلس الأمن التابع للأمم المتحدة رقم 474، المتخذ في 17 يونيو 1980، بعد التذكير بالقرارات 425 (1978)، 426 (1978)، 427 (1978)، 434 (1978)، 444 (1979)، 450 (1979)، 459 (1979) و467 (1980)، وبالنظر إلى تقرير الأمين العام عن قوة الأمم المتحدة المؤقتة في لبنان (يونيفيل)، أشار المجلس إلى استمرار الحاجة إلى القوة بالنظر إلى الوضع بين إسرائيل ولبنان.
وقرر المجلس تمديد ولاية اليونيفيل حتى 19 كانون الأول 1980، وأدان بشدة جميع الإجراءات المتخذة ضد القوة. تم اعتماد القرار بأغلبية 12 صوتًا، بينما امتنعت ألمانيا الشرقية والاتحاد السوفيتي عن التصويت، ولم تشارك الصين.